# يوبي سوفت ريفلكشنز
يوبي سوفت ريفلكشنز (بالإنجليزية: Ubisoft Reflections)‏ هي شركة بريطانية مطورة لألعاب الفيديو مقرها نيوكاسل أبون تاين ، المملكة المتحدة ، تأسست عام 1984 تحت اسم ريفلكشنز إنتراكتيف (Reflections Interactive). من أشهر ألعابها سلسلة درايفر (Driver) و التي فازت بعدة جوائز . في عام 2006 أعلن شركة أتاري عن بيع الشركة وموجوداتها بالإضافة إلى سلسلة درايفر إلى شركة يوبي سوفت مقابل 24 مليون دولار.

## قائمة الألعاب
| العنوان                                          | السنة | الأجهزة                                                          | الناشر                  |
| ------------------------------------------------ | ----- | ---------------------------------------------------------------- | ----------------------- |
| Ravenskull                                       | 1986  | بي بي سي ميكرو، أكورن إلكترون                                    | سوبريو سوفتوير          |
| Codename: Droid                                  | 1987  | بي بي سي ميكرو، أكورن إلكترون                                    | سوبريو سوفتوير          |
| Stryker's Run                                    | 1987  | أكورن إلكترون                                                    | سوبريو سوفتوير          |
| Shadow of the Beast                              | 1989  | أميغا                                                            | إس سي إي ستوديو ليفربول |
| Ballistix                                        | 1989  | أميغا, أتاري إس تي                                               | إس سي إي ستوديو ليفربول |
| Shadow of the Beast II                           | 1990  | أميغا، أتاري إس تي                                               | إس سي إي ستوديو ليفربول |
| Awesome                                          | 1990  | أميغا، أتاري إس تي                                               | إس سي إي ستوديو ليفربول |
| Shadow of the Beast III                          | 1992  | أميغا                                                            | إس سي إي ستوديو ليفربول |
| Brian the Lion                                   | 1994  | أميغا                                                            | إس سي إي ستوديو ليفربول |
| ديستركشن ديربي                                   | 1995  | بلاي ستيشن، إم إس-دوس، سيجا ساترن                                | إس سي إي ستوديو ليفربول |
| Destruction Derby 2                              | 1996  | بلاي ستيشن, إم إس-دوس، ميكروسوفت ويندوز                          | إس سي إي ستوديو ليفربول |
| Thunder Truck Rally (US) aka Monster Trucks (Eu) | 1998  | بلاي ستيشن, إم إس-دوس، مايكروسوفت ويندوز                         | إس سي إي ستوديو ليفربول |
| درايفر                                           | 1998  | بلاي ستيشن، مايكروسوفت ويندوز, ماكنتوش، جيم بوي كولر             | جي تي إنتراكتيف         |
| درايفر 2                                         | 2000  | بلاي ستيشن, جيم بوي أدفانس                                       | إنفوجرامز               |
| Stuntman                                         | 2002  | بلاي ستيشن 2                                                     | إنفوجرامز               |
| درايفر 3                                         | 2004  | بلاي ستيشن 2, مايكروسوفت ويندوز, إكس بوكس                        | آتاري                   |
| درايفر: باراليل لاينز                            | 2006  | بلاي ستيشن 2, مايكروسوفت ويندوز، إكس بوكس, وي                    | أتاري, يوبي سوفت        |
| Driver 76                                        | 2007  | بلاي ستيشن بورتبل                                                | يوبي سوفت               |
| Emergency Heroes                                 | 2008  | وي                                                               | يوبي سوفت               |
| Monster 4x4: Stunt Racer                         | 2009  | وي                                                               | يوبي سوفت               |
| درايفر: سان فرانسيسكو                            | 2011  | وي, بلاي ستيشن 3، إكس بوكس 360, مايكروسوفت ويندوز, ماك أو إس إكس | يوبي سوفت               |

## روابط خارجية
- يوبي سوفت ريفلكشنز على موقع ميوزك برينز (الإنجليزية)